# Gil Dudson

a Compétitions nationales et continentales officielles uniquement.

b Matchs officiels uniquement.
Gil Dudson, né le 16 juin 1990 à Cardiff (Pays de Galles), est un joueur de rugby à XIII gallois évoluant au poste de pilier dans les années 2000, 2010 et 2020.
Il fait ses débuts professionnels en Super League aux Crusaders en 2009. Alors que les Crusaders sont liquidés, il rejoint avec Ben Flower Wigan avec lequel il remporte la Super League en 2013 et la Challenge Cup en 2013. Il rejoint ensuite Widnes en 2015 dont il ne peut éviter la relégation en Championship en 2018. Il rejoint alors Salford avec lequel il dispute la finale de la Super League en 2019 et la finale de la Challenge Cup en 2020. Il rejoint en 2021 le club français des Dragons Catalans.
Il est également appelé en équipe du pays de Galles avec laquelle il prend part à la Coupe du monde 2013, et remporte la Coupe d'Europe des nations en 2009 et 2010.

## Biographie

### Débuts au pays de Galles
Gil Dudson est né dans le district de Trowbridge au sein de la ville de Cardiff au pays de Galles. Il se forme au sein de la franchise galloise des Celtic Crusaders dans les sections jeunes et fait ses débuts en Super League lors de la saison 2009 contre Leeds le 22 août 2009. Il est prêté lors de la saison 2010 au club gallois des South Wales Scorpions qui évolue au troisième échelon le Championship 1 où il est nommé dans l'équipe type de la division bien que le club termine à une modeste sixième place. Il revient aux Crusaders pour la saison 2011 et dispute onze rencontres de Super League. Le club gallois rencontre de grandes difficultés économiques et de gestion en cours d'année et est dissous en fin de saison, libérant les joueurs. Gil Dudson et son coéquipier Ben Flower prennent la direction du club anglais Wigan Warriors.

### Quatre ans à Wigan
Il reste trois saisons à Wigan où il fait face à une rude concurrence à son poste. Il dispute malgré cela près de 50 rencontres et ouvre son palmarès en club avec le gain d'une Super League : 2013 à Old Trafford et d'une Challenge Cup en 2013 au stade de Wembley, et disputant également l'édition 2014 du World Club Challenge contre les Sydney Roosters.

### Titulaire à Widnes
Désirant trouver plus de temps de jeu, il signe un contrat de deux saisons en janvier 2015 aux Widnes Vikings avec lequel il prolonge une année supplémentaire. Il y est durant trois saisons pleinement titulaire au poste de pilier et incontournable. Cette période se conclut toutefois par une relegation en division inférieure après le Super 8 Qualifiers auquel Widnes ne prend que la sixième place.

### Retour au sommet avec Salford
Il rebondit alors en 2019 à Salford où il y est titulaire. Il réalise avec ses coéquipiers Jackson Hastings et Joshua Jones une saison 2019 qui voit le club atteindre une finale inattendue contre St Helens après avoir écarté Castleford et son ancien club Wigan contre lequel il inscrit un essai en demi-finale. Il dispute la finale de la Super League contre St Helens mais la perd 23-6. La saison 2020 lavec Salford lui donne l'occasion de disputer cette fois-ci une autre finale de Challenge Cup, prenant part aux succès sur les Dragons Catalans en quart de finale et Warrington en demi-finale, mais une nouvelle fois il connaît la défaite en finale contre Leeds 17-16 en raison d'un ultime drop de Luke Gale.

### Départ pour les Dragons Catalans
Pour la saison 2021, âgé de 30 ans, il décide de changer de club et rejoint les Dragons Catalans en France, qui souhaitait le recruter une année auparavant auquel Salford avait émis son refus de le libérer, pour un contrat de deux ans déclarant à cette occasion « signer avec les Dragons était une évidence pour moi. L’effectif qu’ils ont bâti va permettre à cette équipe de jouer les premiers rôles en fin de saison et je veux en faire partie », il remplace numériquement Sam Moa et y rejoint son beau frère Michael McIlorum.

## Palmarès
- Collectif :
  - Vainqueur de la Coupe d'Europe des nations : 2009 et 2010 (Pays de Galles).
  - Vainqueur de la Super League : 2013 (Wigan).
  - Vainqueur de la Challenge Cup : 2013 (Wigan).
  - Finaliste de la Super League : 2014[3] (Wigan), 2019 (Salford) et 2021 (Dragons Catalans).
  - Finaliste de la Challenge Cup : 2020 (Salford).

## Détails

### En sélection

#### Coupe du monde
| Édition    | Rang     | Résultats Galles | Résultats Dudson | Matchs Dudson |
| ---------- | -------- | ---------------- | ---------------- | ------------- |
| Monde 2013 | 1er tour | 0 v, 0 n, 3 d    | 0 v, 0 n, 3 d    | 3/3           |

Légende : v = victoire ; n = match nul ; d = défaite.

#### Quatre nations
| Édition          | Rang | Résultats Galles | Résultats Dudson | Matchs Dudson |
| ---------------- | ---- | ---------------- | ---------------- | ------------- |
| Royaume-Uni 2011 | 4e   | 0 v, 0 n, 3 d    | 0 v, 0 n, 3 d    | 3/3           |

Légende : v = victoire ; n = match nul ; d = défaite.

#### Coupe d'Europe
| Édition | Rang      | Résultats Galles | Résultats Dudson | Matchs Dudson |
| ------- | --------- | ---------------- | ---------------- | ------------- |
| 2009    | Vainqueur | 3 v, 0 n, 0 d    | 3 v, 0 n, 0 d    | 3/3           |
| 2010    | Vainqueur | 3 v, 0 n, 0 d    | 2 v, 0 n, 0 d    | 2/3           |

Légende : v = victoire ; n = match nul ; d = défaite.

### En club
| Saison | Club                  | Compétition          | Matchs | Points | Essais | Buts | Drop |
| ------ | --------------------- | -------------------- | ------ | ------ | ------ | ---- | ---- |
| 2009   | Celtic Crusaders      | Super League         | 1      | -      | -      | -    | -    |
| 2010   | Celtic Crusaders      | Challenge Cup        | 1      | -      | -      | -    | -    |
| 2010   | South Wales Scorpions | Championship 1       | 16     | 20     | 5      | -    | -    |
| 2011   | Celtic Crusaders      | Super League         | 11     | -      | -      | -    | -    |
| 2011   | Celtic Crusaders      | Challenge Cup        | 1      | -      | -      | -    | -    |
| 2012   | Wigan Warriors        | Super League         | 9      | -      | -      | -    | -    |
| 2012   | Wigan Warriors        | Challenge Cup        | 1      | -      | -      | -    | -    |
| 2013   | Wigan Warriors        | Super League         | 20     | -      | -      | -    | -    |
| 2013   | Wigan Warriors        | Challenge Cup        | 4      | -      | -      | -    | -    |
| 2014   | Wigan Warriors        | Super League         | 13     | 8      | 2      | -    | -    |
| 2014   | Wigan Warriors        | Challenge Cup        | 1      | -      | -      | -    | -    |
| 2014   | Wigan Warriors        | World Club Challenge | 1      | -      | -      | -    | -    |
| 2015   | Widnes Vikings        | Super League         | 25     | -      | -      | -    | -    |
| 2015   | Widnes Vikings        | Challenge Cup        | 2      | -      | -      | -    | -    |
| 2016   | Widnes Vikings        | Super League         | 23     | 4      | 1      | -    | -    |
| 2016   | Widnes Vikings        | Challenge Cup        | 3      | -      | -      | -    | -    |
| 2017   | Widnes Vikings        | Super League         | 26     | 4      | 1      | -    | -    |
| 2017   | Widnes Vikings        | Challenge Cup        | 1      | -      | -      | -    | -    |
| 2018   | Widnes Vikings        | Super League         | 7      | -      | -      | -    | -    |
| 2019   | Salford City Reds     | Super League         | 30     | 8      | 2      | -    | -    |
| 2019   | Salford City Reds     | Challenge Cup        | 2      | 4      | 1      | -    | -    |
| 2020   | Salford City Reds     | Super League         | 10     | -      | -      | -    | -    |
| 2020   | Salford City Reds     | Challenge Cup        | 3      | -      | -      | -    | -    |
| 2021   | Dragons Catalans      | Super League         | 0      | -      | -      | -    | -    |